# Georg Victor Mendel
Georg Victor Mendel, auch Georg Viktor Mendel, (* 5. Dezember 1881 in Berlin; † 26. Mai 1942 ebenda) war ein deutscher Regisseur, Kameramann, Autor, Filmkritiker und Szenenbildner. Bekannt geworden ist er unter anderem durch seine frühen Verfilmungen von Romanen der Bestsellerautorin E. Marlitt.

## Leben
Der Kaufmannssohn besuchte Gymnasien in Berlin und in Waren. Anschließend durchlief Mendel eine Lehrzeit im Buchhandel. Nach dem Tod seines Vaters begann Mendel in Freiburg im Breisgau, Berlin und München bis zum Abschluss (jeweils Promotion) Medizin und Naturwissenschaften zu studieren. Anschließend ging er nach eigener Aussage für zehn Jahre in die Tropen. In dieser Zeit will er für verschiedene in- und ausländischen Firmen (Pathé, Duskes, N.P.G.) wissenschaftliche Filme gedreht haben. Einer dieser Filme hatte den Titel Trypanosoma gambiense und bestand aus Mikroaufnahmen aus Westafrika. Bei Kriegsausbruch 1914 wurde Mendel eingezogen und nach eigener Aussage dreimal verwundet. 1916 entließ man ihn wieder in das Zivilleben.
Seinen ersten Kinospielfilm will er mit Danny Kaden gedreht haben. Er hieß Entfesselte Flammen. Mendel drehte in vielerlei Funktionen zwischen 1916 und 1919 etliche Gebrauchsfilme, in denen er auch damals aktuelle Themen aufnahm, so in seinem ersten Film Der Tod auf Zeche Silva Wurmerkrankungen bei Bergleuten; in diesen Jahren entstanden auch einige Dramen nach den trivialen Romanen von E. Marlitt. Zudem schrieb er einige filmtheoretische Bücher und war ab Januar 1923 für die „Lichtbild-Bühne“ als Kritiker tätig. Im Jahre 1926 urteilte er über deutsche Filmemigranten in Hollywood, dass diese „entweder am dortigen System scheiterten oder wie Lubitsch ganz zu Amerikanern wurden“.
Mendel, der Chefredakteur der Kinematographischen Monatshefte war, hat nach eigenen Aussagen zahlreiche Expeditionsreisen unternommen. Europäische Filmreisen brachten ihn in die Schweiz, nach Italien und nach Österreich-Ungarn. Die Filmerei habe er nach eigener Aussage 1922 aufgegeben, nachdem er sein rechtes Auge verloren habe.

## Werke (Auswahl)
- 1926: Georg Viktor Mendel: Der praktische Vorführer: Theorie und Praxis der kinematographischen Projektion mit bes. Berücks. d. Elektrotechnik, Optik u. Mechanik. Berlin, Verlag der Lichtbildbühne
- 1927: Georg Victor Mendel: Der praktische Kameramann: Theorie und Praxis der kinematographischen Aufnahmetechnik mit besonderer Berücksichtigung der wissenschaftlichen Amateur-Filmerei, Band 3, Verlag der "Lichtbildbühne"
- 1930: Georg Victor Mendel: Ins Zauberreich des Films, Verlag R. Bong (Kinderbuch)
- o. J.: Georg Viktor Mendel: Urwelt im Urwald. bearb. nach d. gleichn. Film der Ufa Decla. Berlin, Lichtbild-Bühne. (=Kino-Bibliothek 4)

## Filmografie
| - 1916: Der Tod auf Zeche Silva - 1916: Schwert und Herd - 1916: Zaubertropfen - 1917: Der Antiquar von Straßburg - 1917: Die Frau mit den Karfunkelsteinen - 1917: Fünf Fingermale - 1917: Im Hause des Kommerzienrats - 1917: Wenn die Stimme des Blutes spricht - 1917: Die Wilde Ursula - 1918: Aus Angst - 1918: Das Eulenhaus - 1918: Das Geheimnis der alten Mamsell | - 1918: Goldelse, nach dem gleichnamigen Roman - 1918: Das Heideprinzeßchen - 1918: Lumpenmüllers Lieschen - 1919: Mamsell Unnütz - 1919: Reichsgräfin Gisela - 1919: Dem Teufel verschrieben - 1919: Freiheit, Gleichheit, Brüderlichkeit! - 1919: Mary Wood, die Tochter des Sträflings - 1921: Karlchen auf der Wanderschaft - 1929: Gefährliche Plagegeister - 1929: Silberkondor über Feuerland (Bearbeitung) |